# Knut Folkerts

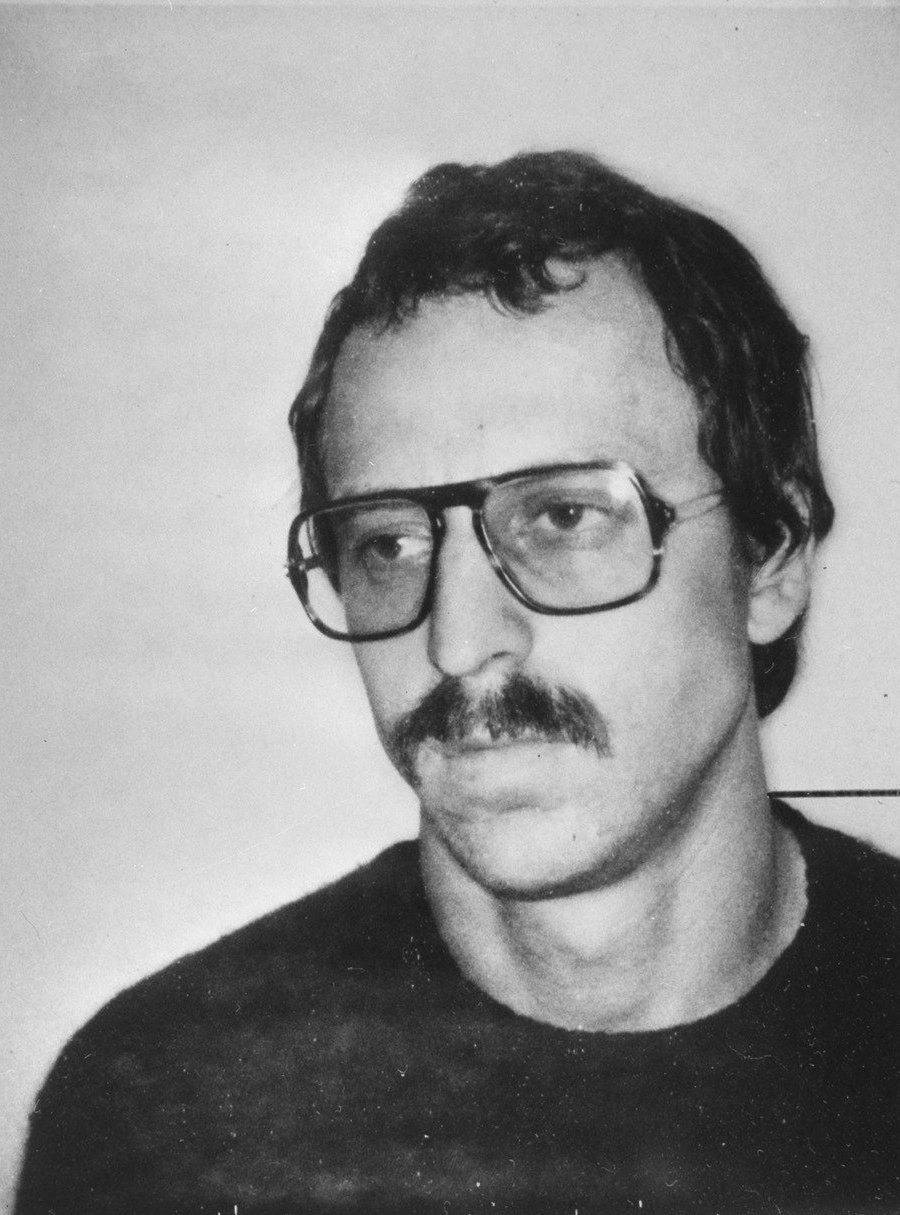
Knut Folkerts (ca. 1977)

Knut Detlef Folkerts (* 1. Januar 1952 in Singen) ist ein ehemaliges Mitglied der terroristischen Vereinigung Rote Armee Fraktion (RAF). Er wurde 1977 in den Niederlanden wegen Mordes zu 20 Jahren Gefängnis, später in der Bundesrepublik Deutschland unter anderem wegen der Ermordung des Generalbundesanwalts Siegfried Buback zu lebenslanger Freiheitsstrafe verurteilt und 1995 entlassen.

## Leben

### RAF-Zeit und Festnahme
Knut Folkerts wurde wegen eines Überfalls auf ein Waffengeschäft in Frankfurt am Main gesucht, welchen er am 1. Juli 1977 mit Willy Peter Stoll begangen haben soll. In einem Interview 2007 bestritt er allerdings, daran beteiligt gewesen zu sein.
Am 22. September 1977 wollten Folkerts und Elisabeth von Dyck einen zwölf Tage zuvor von Sigrid Sternebeck in Zusammenhang mit der Schleyer-Entführung gemieteten niederländischen Pkw in Utrecht bei einer Autovermietung zurückgeben. Deren Umgebung wurde von der niederländischen Polizei observiert. Beim Versuch der Festnahme erschoss Folkerts den Polizisten Arie Kranenburg (* 10. Juni 1931) und verletzte einen weiteren schwer. Im weiteren Verlauf wurde Folkerts festgenommen. Von Dyck, die zunächst fälschlicherweise als Brigitte Mohnhaupt identifiziert wurde und vorher in der Nähe des späteren Tatortes aus dem Mietwagen ausgestiegen war, konnte entkommen.
Zwischenzeitlich behauptete Folkerts, das deutsche Bundeskriminalamt (BKA) habe ihm damals ein Angebot gemacht: Eine neue Identität in den USA und eine Million D-Mark, wenn er den Aufenthaltsort von Hanns Martin Schleyer preisgebe. Dieses Angebot sei mit der Drohung verbunden gewesen, ihn zu töten, wenn er nicht darauf eingehe. Ein BKA-Beamter bestätigte das Angebot, bestritt aber die Drohung.

### Prozess wegen Mordes
Wegen des Mordes an dem Polizisten wurde Knut Folkerts in Utrecht zu 20 Jahren Gefängnis verurteilt und verbüßte die Strafe etwa ein Jahr in den Niederlanden. Nach der Auslieferung an die Bundesrepublik folgte 1980 der Prozess in Stuttgart: Folkerts wurde am 31. Juli 1980 wegen der Ermordung des Generalbundesanwalts Siegfried Buback und dessen zwei Begleiter, wegen Mordversuchs und Bildung einer terroristischen Vereinigung sowie wegen eines Raubüberfalls auf ein Waffengeschäft in Frankfurt am Main zu einer lebenslangen Freiheitsstrafe verurteilt.
Am 16. Oktober 1995 kam er vorzeitig frei (Aussetzung des Strafrestes). Ehemalige RAF-Mitglieder sagten später aus, er habe sich während des Attentats auf Buback in Amsterdam aufgehalten und sei somit nicht unmittelbar daran beteiligt gewesen. Nach deutschem Recht ist jedoch trotzdem eine Verurteilung wegen gemeinschaftlichen Mordes möglich, wenn Folkerts den Mord aus der Ferne unterstützt hat. Im Mai 2007 gab er in einem Gespräch mit dem Spiegel an, von der Planung dieses Anschlags durch die RAF gewusst, aber nicht direkt daran mitgewirkt zu haben. Ein Rechtsanwalt äußerte 2007 Zweifel an den Aussagen der Zeugen, die Folkerts in der Nähe des Buback-Tatorts gesehen haben wollen.

### Niederländische Strafe

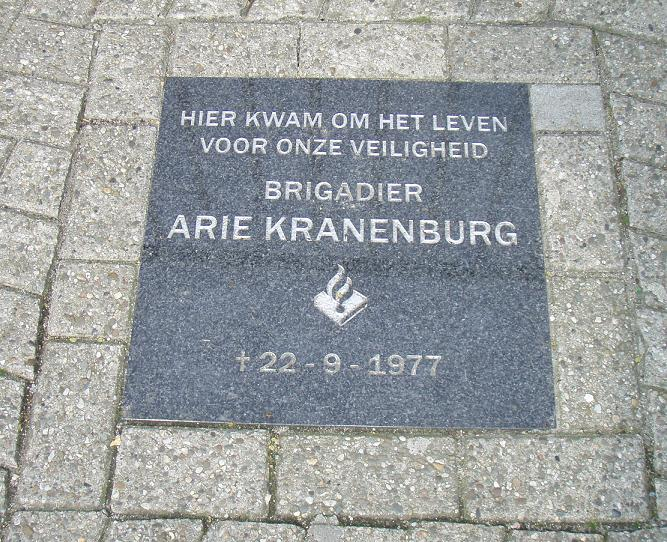
Gedenktafel für den von Folkerts erschossenen niederländischen Polizisten Arie Kranenburg in Utrecht.

Im Sommer 2005 ersuchten die Niederlande – nicht zuletzt auf Drängen von Joke Kranenburg, der Witwe des erschossenen Polizisten – das Bundesministerium der Justiz, dass er seine Reststrafe für den Utrechter Mord in Deutschland verbüßen sollte. Am 31. Mai 2006 verfügte ein Gericht in Den Haag, dass Folkerts eine Haftstrafe von 20 Jahren in den Niederlanden zu verbüßen hätte. Das Hanseatische Oberlandesgericht Hamburg hat das Rechtshilfeersuchen der Niederlande am 16. Juni 2011 aus Gründen der Verhältnismäßigkeit für unzulässig erklärt.
Am 28. Dezember 2007 ordnete der Ermittlungsrichter des Bundesgerichtshofs Beugehaft von bis zu sechs Monaten gegen die ehemaligen RAF-Mitglieder Knut Folkerts, Christian Klar und Brigitte Mohnhaupt an, um sie zu einer Aussage zum Mord an Siegfried Buback im Jahre 1977 zu zwingen. Folkerts’ Anwältin äußerte, dass er trotzdem nicht aussagen werde. Am 7. August 2008 hob der Bundesgerichtshof die Beschlüsse über die Anordnung der Beugehaft auf.